# Świerczyn (województwo kujawsko-pomorskie)
Świerczyn – wieś w Polsce położona w województwie kujawsko-pomorskim, w powiecie radziejowskim, w gminie Topólka.

## Podział administracyjny
W latach 1975–1998 miejscowość położona była w województwie włocławskim. Wieś sołecka – zobacz jednostki pomocnicze gminy Topólka w BIP.

## Demografia
Według Narodowego Spisu Powszechnego (III 2011 r.) liczyła 235 mieszkańców. Jest siódmą co do wielkości miejscowością gminy Topólka.

## Urodzeni w Świerczynie
W miejscowości, w roku 1959, urodził się Eugeniusz Dadzibug, polski karateka stylu Kyokushin.